# Janusz Rak (inżynier środowiska)
Janusz Ryszard Rak (ur. 10 stycznia 1952 w Warszawie) – profesor nauk technicznych, pracownik naukowy Politechniki Rzeszowskiej im. Ignacego Łukasiewicza.

## Życiorys
Ukończył Szkołę Podstawową nr 3, a następnie 70 Technikum Mechaniczno-Elektryczne w Rzeszowie, po czym rozpoczął studia o specjalności zaopatrzenie w wodę, unieszkodliwianie ścieków i odpadów na Politechnice Krakowskiej. W tym czasie działał w działalność w Kole Naukowym Inżynierii Sanitarnej. W 1975 r. otrzymał Srebrną Odznakę im. Mikołaja Kopernika „Primus Inter Pares”. Studia ukończył w 1976 r., po czym krótko pracował w Miejskim Przedsiębiorstwie Wodociągów i Kanalizacji w Krakowie, a od 1977 r. został asystentem w Zakładzie Oczyszczania i Ochrony Wód Politechniki Rzeszowskiej. Stopień doktora uzyskał w 1986 r. za rozprawę pt. „Metody oceny niezawodności konwencjonalnych osadników wstępnych w miejskich oczyszczalniach ścieków”, której promotorem był prof. Artur Wieczysty. Pracę habilitacyjną pt. „Niezawodność systemu uzdatniania wód powierzchniowych” obronił w 1994 r., uzyskując stopień doktora habilitowanego nauk technicznych w dyscyplinie inżynieria środowiska, w specjalności zaopatrzenie w wodę. W 1995 r. został kierownikiem Zakładu Urządzeń Sanitarnych Politechniki Rzeszowskiej (później Zakład Zaopatrzenia w Wodę i Odprowadzania Ścieków, obecnie Katedra Zaopatrzenia w Wodę i Odprowadzania Ścieków). Funkcję tę pełnił do czasu przejścia na emeryturę w 2018 r. W 2006 r. otrzymał tytuł profesora nauk technicznych. 

## Dorobek naukowy
Opublikowany dorobek naukowy prof. J. R. Raka liczy ogółem 517 prac, w tym 97 indywidualnych i 420 współautorskich, 17 monografii oraz 4 skryptów. Jest współautorem 1 projektu racjonalizatorskiego, 5 grantów KBN, 12 opracowań na zlecenie i 46 prac o charakterze wdrożeń inżynierskich. Jest promotorem 180 prac dyplomowych magisterskich i 52 inżynierskich.. 
Jest członkiem Polskiego Zrzeszenia Inżynierów i Techników Sanitarnych; wielokrotnie pełnił w nim funkcję członka zarządu oddziału rzeszowskiego. Był członkiem Komitetu Inżynierii Środowiska PAN, jest też członkiem honorowym Komisji Gospodarki Wodnej krakowskiego oddziału PAN.

## Odznaczenia i medale
Otrzymał kilkanaście nagród Rektora Politechniki Rzeszowskiej (w tym 8 nagród I stopnia) i dwie nagrodą Ministra Nauki i Szkolnictwa Wyższego. Przyznano mu Srebrną i Złotą Odznakę Honorową PZITS (1983 i 2003 r.). W 2002 r. otrzymał medal „Zasłużonym dla Politechniki Rzeszowskiej”. W 2000 r. został odznaczony Złotym Krzyżem Zasługi, Medalem Komisji Edukacji Narodowej i Złotym Medalem za Długoletnią Służbę. 
Za działalność w Klubie Uczelnianym AZS otrzymał Srebrną i Złotą Odznakę AZS-u.

## Zainteresowania
Jest miłośnikiem podróży, sportu, historii starożytnej, życiorysów wybitnych ludzi i filatelistyki.